# Эчий
Эчий — река в Республики Саха. Правый приток Дулгалаха. Длина реки — 136 км (от истока Аркачана — 150 км). Площадь водосборного бассейна — 5670 км².
Река берет начало на Эчийском массиве на востоке Верхоянского хребта на высоте более 1200 м над уровнем моря. От истока течёт на юго-восток в межгорном ущелье, встречаются наледи. Характер реки бурный, в русле реки многочисленные шиверы, осерёдки, перекаты. В среднем течении делает несколько изгибов и, приняв справа крупнейший приток Аркачан, поворачивает на северо-восток. Впадает в Дулгалах по левому берегу на отметке менее 340 м над уровнем моря, в 302 км от устья Дулгалаха. Ширина перед устьем — 50 м при глубине 1 м; скорость течения в низовьях составляет 1 м/с. Населённые пункты на реке отсутствуют.

## Основные притоки
Указаны поименованные притоки длиной 30 км и более
| Название      | Расстояние от устья | Длина | Положение |
| ------------- | ------------------- | ----- | --------- |
| Быйыттах      | 5,2                 | 41    | правый    |
| Эчий-Тирехтях | 28                  | 62    | правый    |
| Аркачан       | 46                  | 104   | правый    |
| Матага        | 59                  | 37    | левый     |
| Нюёктаме      | 77                  | 50    | правый    |
| Турбалах      | 80                  | 33    | правый    |
| Сериндях      | 98                  | 39    | правый    |

## Данные водного реестра
По данным государственного водного реестра России и геоинформационной системы водохозяйственного районирования территории РФ, подготовленной Федеральным агентством водных ресурсов:
- Бассейновый округ — Ленский
- Речной бассейн — Яна
- Речной подбассейн — Яна до впадения Адычи
- Водохозяйственный участок — Яна от истока до впадения реки Адыча
- Код водного объекта — 18040100112117700008985